# الکساندر فلمینگ
سِر الکساندر فلمینگ (انگلیسی: Sir Alexander Fleming؛ ۶ اوت ۱۸۸۱ – ۱۱ مارس ۱۹۵۵) پزشک و میکروبیولوژیست اسکاتلندی بود. او بیشتر بخاطر کشف آنزیم لیزوزیم در ۱۹۲۳ و نخستین آنتی‌بیوتیک مؤثر جهان یعنی بنزیل پنی‌سیلین از کپک پنسیلیون روبنس در ۱۹۲۸ شناخته شده‌است. او در سال ۱۹۴۵ به همراه هاوارد فلری و ارنست چین موفق به دریافت جایزه نوبل فیزیولوژی و پزشکی شد. فلمینگ مقالات بسیاری در زمینه باکتری‌شناسی، ایمنی‌شناسی و شیمی‌درمانی نوشته‌است.
فلمینگ به پاس موفقیت‌های علمیش در سال ۱۹۴۴ به نشان شوالیه مفتخر شد. در ۱۹۹۹ به عنوان یکی از ۱۰۰ شخصیت برجسته قرن بیستم در مجله تایمز و در نظر سنجی تلویزیونی بی‌بی‌سی به عنوان یکی از ۱۰۰ بریتانیایی کبیر انتخاب شد. او همچنین در نظرسنجی که توسط کانال تلویزیونی اس‌تی‌وی برگزار شد به عنوان سومین اسکاتلندی بزرگ پشت سر ویلیام والاس و رابرت برنز قرار گرفت.

## زندگی
الکساندر فلمینگ به سالِ ۱۸۸۱ در دارول اسکاتلند زاده شد. وی از مدرسهٔ پزشکی بیمارستان سنت مری لندن فارغ‌التحصیل شد و پس از پایان تحصیلات به تحقیق و بررسی در زمینهٔ ایمنی‌شناسی و مصونیت‌ها پرداخت. سپس به عنوان پزشک نظامی در جنگ جهانی اول زخم‌های عفونی را مورد مطالعه قرار داد و متوجه شد که اغلب مواد ضدعفونی‌کننده خیلی بیش از آنکه میکروبها را از پای درآورند سلول‌های بدن را از بین می‌برند. به این ترتیب فلمینگ به ضرورت وجود ماده‌ای که بتواند بدون آسیب زدن به سلول‌های سالم باکتری را از بین ببرد، پی برد.
پس از جنگ، فلمینگ به بیمارستان سنت مری بازگشت و به کار تحقیق خود مشغول شد. در سال ۱۹۲۲ ماده‌ای را کشف کرد که آن را «لیزوزیم» نامید. لیزوزیم، آنزیمی است که در بدن انسان تولید می‌شود و در ترکیبات مخاط و اشک وجود دارد، به سلول‌های بدن آسیب نمی‌رساند. این ماده اگرچه برخی از میکروب‌ها را از بین می‌برد ولی در برابر میکرب‌های خاصّی که به انسان آسیب می‌رساند بی‌اثر است. این کشف با وجود جالب بودن از اهمیت چندانی برخوردار نبود.
در ۲۸ سپتامبر سال ۱۹۲۸ فلمینگ کشف بزرگ خود را به انجام رساند. یکی از ظروف حاوی کشت باکتری «استافیلوکوک» در معرض هوا قرار گرفت که در نتیجه برخی قسمت‌های آن از کپک پوشیده شده. فلمینگ متوجه شد در آن قسمت‌هایی که در نتیجه برخی قسمت‌هایی که کپک نفوذ کرده‌است باکتری‌ها به کلّی از بین رفته‌اند. او به این نتیجه رسید ماده‌ای که کپک تولید می‌کند پادزهر باکتری استافیلوکوک است. وی توانست نشان دهد که ماده مزبور از رشد بسیاری از انواع باکتری مضر برای انسان جلوگیری می‌کند. این ماده که فلمینگ آن را به خاطر عامل تولیدکنندهٔ آن (پنی‌سیلیوم نوتانیوم) پنی سیلین نامید، برای انسان و حیوان زیان‌آور نبود. حاصل کار فلمینگ در سال ۱۹۲۹ منتشر شد؛ ولی توجه چندانی را جلب نکرد. فلمینگ دریافته بود که پنی‌سیلین استفاده‌های پزشکی بسیار مهمی می‌تواند داشته‌باشد. امّا به هرحال او نتوانست تکنیکی را برای تصفیه و پالایش پنی‌سیلین ارائه کند و این داروی اعجاب‌انگیز تا ده سال بعد بدون استفاده باقی ماند.
سرانجام در اواخر دهه ۱۹۳۰ دو محقق انگلیسی هاوارد فلری و ارنست چین به مقاله فلمینگ برخوردند. آن‌ها تجربه فلمینگ را تکرار کرده و ماده حاصله را روی حیوانات آزمایشگاهی تجربه کردند در سال ۱۹۴۱ پنی‌سیلین روی نمونه‌هایی از بیماران به کار برده شد. این آزمایش‌ها نشان داد که داروی جدید به شکلی حیرت‌انگیز مؤثر و کارا می‌باشد.

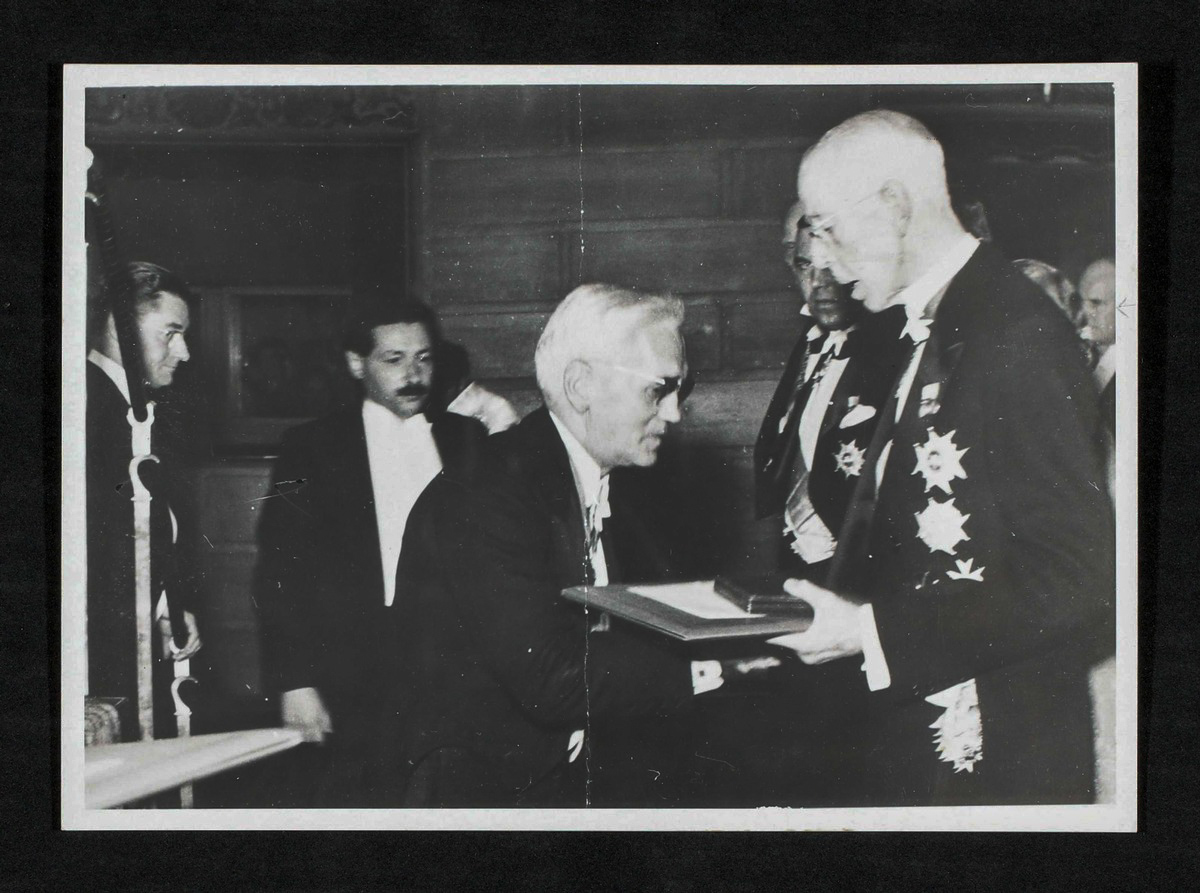
هنگام دریافت جایزه نوبل از گوستاو پنجم سوئد

با ترغیب دولت‌های آمریکا و انگلیس شرکت‌های داروسازی وارد فعالیت در این زمینه شده و سریعاً روش‌هایی را برای تولید مقادیر زیاد پنی‌سیلین ابداع کردند. در آغاز پنی‌سیلین انحصاراً برای استفاده مصدومان جنگی نگهداری می‌شد ولی تا سال ۱۹۴۴ برای معالجه غیرنظامی‌ها در انگلیس و آمریکا در دسترس همگان قرار گرفت. با پایان جنگ جهانی دوم در سال ۱۹۴۵ استفاده از پنی‌سیلین در سراسر جهان معمول شد.
کشف پنی‌سیلین انگیزه‌ای برای جستجو و تحقیق برای یافتن سایر آنتی‌بیوتیک شد و آن تحقیقات منجر به کشف بسیاری از «داروهای معجزه‌گر» دیگر گردید. با وجود این پنی‌سیلین همچنان به عنوان پر مصرف‌ترین آنتی‌بیوتیک باقی ماند.

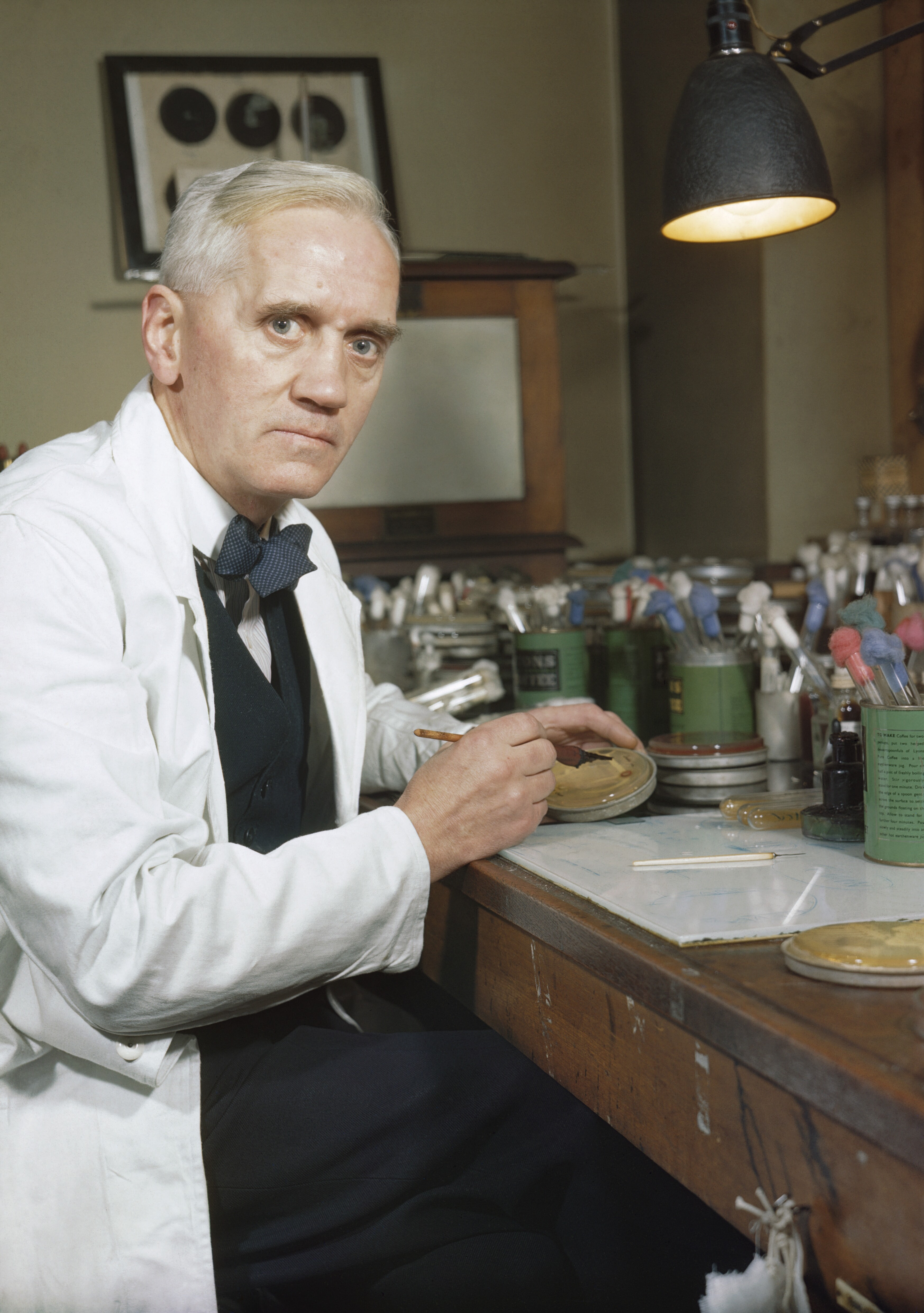
فلمینگ در سال ۱۹۴۳

یکی از دلایل ادامه تفوّق پنی‌سیلین آن است که این دارو علیه طیف وسیعی از موجودات ذره‌بینی آسیب‌رسان مؤثر است. از این دارو در درمان سفلیس، سوزاک، تب سرخ، دیفتری و همچنین برخی اشکال آرتریت، بُرُنشیت، مننژیت، مسمومیت خون، می‌شود. یکی دیگر از امتیازات پنی‌سیلین استعمال بی‌ضرر مقادیر زیاد آن است. یک دُز ۵۰۰۰۰ واحدی پنی‌سیلین برای درمان برخی عفونت‌ها مؤثر است. امّا تزریق یکصد میلیون واحد پنی‌سیلین در روز بدون هیچ گونه مخاطره و عوارض جنبی تجویز می‌شود. البته برخی افراد نسبت به پنی‌سیلین حساسیت دارند ولی این دارو برای بیشتر مردم سلامتی و توانایی را به ارمغان می‌آورد.

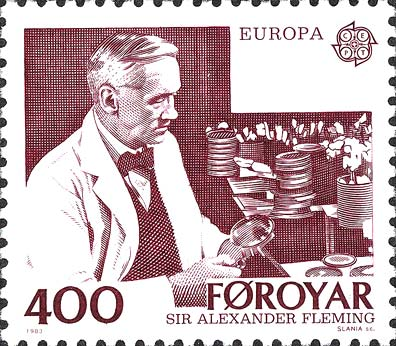
فلمینگ بر روی یک تمبر فاروئی

از آنجا که پنی‌سیلین تاکنون جان میلیون‌ها نفر را نجات داده و مطمئناً در آینده جان افراد بیشتری را نجات خواهد داد تنها معدود افرادی اهمیت کشف پنی‌سیلین را زیر سؤال برده‌اند. البته جایگاه واقعی و دقیق فلمینگ در این فهرست بستگی به این امر دارد که برای فلوری و چاین چه اعتباری قائل شویم اما کشف اصلی حاصل تحقیقات فلمینگ است.
فلمینگ پس از ازدواج صاحب یک فرزند شد. در سال ۱۹۴۵ جایزه نوبل در پزشکی به‌طور مشترک به او و فلوری و چاین داده شد. فلمینگ در سال ۱۹۵۵ درگذشت. 

## سال‌های آغازین
الکساندر فلمینگ در ۶ اوت ۱۸۸۱ در مزرعه لوکفیلد در نزدیکی دارول، در ایرشایر اسکاتلند متولد شد، سومین فرزند از چهار فرزند کشاورز هیو فلمینگ (۱۸۱۶–۱۸۸۸) و گریس استرلینگ مورتون (۱۸۴۸–۱۹۲۸)، دختر کشاورز همسایه بود. هیو فلمینگ از ازدواج اول خود چهار فرزند زنده مانده داشت. او هنگام ازدواج دوم با گریس ۵۹ ساله بود و در سن هفت سالگی الکساندر درگذشت.
فلمینگ به مدرسه لودون مور و مدرسه دارول رفت و پیش از انتقال به لندن، بورسیه دو ساله آکادمی کیلمارنوک را دریافت کرد و در آنجا در مؤسسه پلی تکنیک سلطنتی شرکت کرد. الکساندر فلمینگ بیست ساله پس از چهار سال کار در یک دفتر حمل و نقل، مقداری پول از عموی خود، جان فلمینگ به ارث برد. برادر بزرگتر او، تام، قبلاً پزشک بود و به او پیشنهاد کرد که باید همان کار را دنبال کند، و بنابراین در سال ۱۹۰۳، الکساندر کوچکتر در مدرسه پزشکی بیمارستان سنت مری در پدینگتون ثبت نام کرد. وی در سال ۱۹۰۶ با مدرک لیسانس پزشکی از مدرسه با با رتبه ممتاز فارغ‌التحصیل شد.
فلمینگ، که از سال ۱۹۰۰ تا ۱۹۱۴ در هنگ داوطلب اسکاتلندی لندن بود، که عضوی از باشگاه تفنگداران در دانشکده پزشکی بوده‌است. کاپیتان باشگاه، که مایل به حفظ فلمینگ در تیم بود، به او پیشنهاد کرد که به بخش تحقیقات در سنت ماری بپیوندد، جایی که او به عنوان دستیار متخصص باکتری سر آلمروت رایت، پیشگام در واکسن درمانی و ایمونولوژی شد. در سال ۱۹۰۸، وی مدرک لیسانس را با مدال طلا در باکتری‌شناسی به دست آورد و تا سال ۱۹۱۴ در سنت ماری مدرس شد. ستوان در سال ۱۹۱۴ به عنوان فرمانده و در سال ۱۹۱۷ به درجه کاپیتانی ارتقا یافت، فلمینگ در طول جنگ جهانی اول در سپاه پزشکی ارتش سلطنتی خدمت می‌کرد، و در اعزام‌ها شرکت کرد. او و بسیاری از همکارانش در بیمارستان‌های نبرد در جبهه غربی فرانسه کار می‌کردند. در سال ۱۹۱۸ به بیمارستان سنت ماری بازگشت و در آنجا در سال ۱۹۲۸ به عنوان استاد باکتری‌شناسی دانشگاه لندن انتخاب شد. در سال ۱۹۵۱ به مدت سه سال به عنوان رئیس دانشگاه ادینبورگ انتخاب شد.

## تحقیقات
در طول جنگ جهانی اول، فلمینگ شاهد کشته شدن بسیاری از سربازان بر اثر سپتیسمی ناشی از زخم‌های آلوده بود. ضد عفونی کننده‌ها، که در آن زمان برای درمان زخم‌های آلوده استفاده می‌شد، اغلب آسیب‌ها را بدتر می‌کند. فلمینگ در مقاله ای که برای مجله پزشکی The Lancet در طول جنگ جهانی اول ارسال کرد، یک آزمایش مبتکرانه را توصیف کرد، که در نتیجه مهارت خود در دمیدن شیشه، قادر به انجام آن بود، و در آن توضیح داد که چرا داروهای ضد عفونی کننده بیش از عفونت سربازان را می‌کشند. ضد عفونی کننده‌ها به خوبی روی سطح کار می‌کردند، اما زخم‌های عمیق تمایل به پناه دادن باکتری‌های بی هوازی از ماده ضدعفونی کننده داشتند، و به نظر می‌رسد ضد عفونی کننده‌ها مواد مفید تولید شده را که از بیماران محافظت می‌کند، حداقل از بین می‌برد و همچنین باکتری‌ها را از بین می‌برد، و هیچ کاری برای از بین بردن باکتریهایی که از دسترس خارج شده‌اند انجام نداد. سر آلمروت رایت از یافته‌های فلمینگ به شدت حمایت کرد، اما با وجود این، بیشتر پزشکان ارتش در طول جنگ به استفاده از داروهای ضد عفونی کننده حتی در مواردی که این وضعیت بیماران را بدتر می‌کرد، ادامه دادند.
در بیمارستان سنت مری، فلمینگ تحقیقات خود را در مورد مواد ضد باکتری ادامه داد. وی با آزمایش ترشحات بینی از یک بیمار مبتلا به سرماخوردگی شدید، در سال ۱۹۲۲ دریافت که مخاط بینی اثر مهاری بر رشد باکتری دارد. این نخستین کشف ثبت شده لیزوزیم بود، آنزیمی که در بسیاری از ترشحات از جمله اشک، بزاق، پوست، مو و ناخن و همچنین مخاط وجود دارد. اگرچه وی توانست مقدار بیشتری لیزوزیم از سفیده تخم مرغ به‌دست آورد، آنزیم فقط در برابر تعداد کمی از باکتریهای بی‌ضرر مؤثر بود و بنابراین پتانسیل درمانی کمی داشت.

## کشف اتفاقی
اشخاص گاهی اوقات آنچه را که به دنبال آن نیستند می‌یابند. وقتی درست بعد از طلوع در ۲۸ سپتامبر ۱۹۲۸ از خواب بیدار شدم، مطمئناً قصد نداشتم با کشف اولین آنتی‌بیوتیک یا قاتل باکتری در جهان، انقلابی در همه داروها ایجاد کنم. اما فکر می‌کنم این دقیقاً همان کاری بود که من انجام دادم.— الکساندر فلمینگ، 
تا سال ۱۹۲۷، فلمینگ در حال بررسی خصوصیات استافیلوکوک بود. او قبلاً از کارهای قبلی خود کاملاً شناخته شده بود و به عنوان یک محقق درخشان شهرت پیدا کرده بود. در سال ۱۹۲۸، وی پس از کار جوزف وارویک بیگر، کشف کرد که استافیلوکوکوس اورئوس تحت شرایط طبیعی رشد می‌کند، که کشف کرد این باکتری می‌تواند به انواع مختلف (سویه‌ها) رشد کند. در ۳ سپتامبر ۱۹۲۸، فلمینگ به آزمایشگاه خود بازگشت و تعطیلات را با خانواده اش در سافولک گذراند. وی قبل از عزیمت برای تعطیلات، استافیلوکوک‌ها را در بشقابهای کشت تلقیح کرد و آنها را روی نیمکت گوشه ای از آزمایشگاه خود رها کرد. در بازگشت، فلمینگ متوجه شد که یک ظرف کشت به یک قارچ آلوده شده‌است و کلنی‌های استافیلوکوک که بلافاصله قارچ را احاطه کرده‌اند از بین رفته‌اند، در حالی که کلنی‌های استافیلوکوک دورتر نیز طبیعی بودند، که معروف است «این خنده دار است». فلمینگ ظرف کشت آلوده را به دستیار سابق خود مرلین پرایس نشان داد، که به او یادآوری کرد، «لیزوزیم را اینگونه کشف کردی.» او گمان کرد که این ماده P. chrysogenum است، اما یکی از همکارانش چارلز جی لا توش آن را به عنوان P. rubrum تشخیص داد. (بعداً به عنوان P. notatum اصلاح شد و سپس رسماً به عنوان P. chrysogenum پذیرفته شد؛ اما سرانجام در سال ۲۰۱۱ به عنوان P. rubens حل شد) آزمایشگاهی که فلمینگ در آن پنی سیلین را کشف و آزمایش کرده‌است، موزه آزمایشگاه الکساندر فلمینگ در بیمارستان سنت مری، پدینگتون.

## افسانه‌ها و شایعات
داستان مشهور از پرداخت پدر وینستون چرچیل برای تحصیلات فلمینگ پس از اینکه پدر فلمینگ وینستون جوان را از مرگ نجات داد، نادرست است. طبق بیوگرافیِ پنی سیلین من: الکساندر فلمینگ و انقلاب آنتی‌بیوتیکی توسط کوین براون، الکساندر فلمینگ، در نامه ای به دوست و همکارش آندره گراتیا، این را به عنوان «یک افسانه شگفت‌انگیز» توصیف کرد. وی همچنین در جریان جنگ جهانی دوم خود وینستون چرچیل را نجات نداد. وقتی چرچیل در کارتاژ در تونس در سال ۱۹۴۳ بیمار شد، چرچیل توسط لرد موران با استفاده از سولفونامید نجات یافت، زیرا دیلی تلگراف و مورینگ پست در ۲۱ دسامبر ۱۹۴۳ نوشتند که توسط پنی سیلین نجات یافته‌است. وی با داروی جدید سولفونامید Sulphapyridine، که در آن زمان تحت کد تحقیق M&B 693 شناخته می‌شد، نجات یافت و توسط May & Baker Ltd , Dagenham , Essex - یکی از شرکت‌های تابعه گروه فرانسوی Rhône-Poulenc کشف و تولید شد. در پخش رادیویی بعدی، چرچیل از داروی جدید با عنوان «تحسین‌برانگیز» یاد کرد. بسیار محتمل است که اطلاعات صحیح در مورد سولفونامید به روزنامه‌ها نرسیده باشد، زیرا از آنجا که ماده ضد باکتری اصلی سولفونامید، Prontosil، توسط آزمایشگاه بایر آلمان کشف شده بود، و چون انگلیس در آن زمان در جنگ با آلمان بود، فکر می‌کردم با پیوند دادن درمان چرچیل با کشف انگلیسی، پنی سیلین، می‌خواستند روحیه انگلیس را بالا ببرند.